# كالدويل ضد جايه فايندورف وابنه
كالدويل ضد جايه فايندورف وابنه كانت قضية في 2005 تمت مرافعة هذه القضية في محكمة استئناف ويسكونسن بالولايات المتحدة الأمريكية

## خلفية
مدرسة يحارى الابتدائية في ولاية ويسكونسن، بدأت التدريس في العام الدراسي 1992-1993. وفي آذار 2002 ، تم إرسال 340 طالبًا من طلاب هذه المدرسة إلى منازلهم بسبب حدوث رطوبة زائدة في المبنى مما تسبب في نمو العفن السام في قنوات التهوية والأنابيب وعلى السجاد. بدأ ثلاثة من المعلمين وحارس واحد والطلاب يعانون من مشاكل في الجهاز التنفسي وأصروا على محاكمة شركة Findorff & Son، Inc. لاعتقادهم أن مشاكل العفن كانت بسبب بناء المدرسة بشكل غير صحيح منذ البداية، قام اثنان من المعلمين، الحارس، والطالب برفع دعوى على الشركة حينها.

## المحكمة الابتدائية
```
في 20 أغسطس 2002 ، رفع المدعون دعوى قضائية ضد فانيدورف في مقاطعة دين بموجب قانون أمان المكان، وقاموا بالمرافعة بصرامة مؤكدين أن هنالك عيوب في التصميم الأصلي للبناء مما أدى إلى حدوث مشكلة الرطوبة الزائدة. انتهت المحاكمة بقرار المحكمة أن المدعين شعروا بأعراض الجهاز التنفسيّ منذ أكثر من ثلاث سنوات قبل رفع الدعوى مما يجعل الدعوى على أساس اصابتهم بالمرض باطلة بسبب مرور الزمن . أما تحت بند المكان الآمن فقد فشلت ادعائتهم أيضًا حيث أن المعلومات المقدمة لا تثبت أن شركة فايندورف كانت المتحكمة بكل شيء في المنطقة حينها، وحتى على أساس الإهمال لم يتم قبول الدعوى حيث أن الشاهدين ضد فايندورف لم يقدموا معلومات مدينة بالشكل الكافي، ومع ذلك طلب المدّعين استئناف الدعوى.
```

## القرار
في أبريل 2005 ، ألغت محكمة الاستئناف في ويسكونسنقيام المحاكمة لديها، حيث كتب القاضي ديكمان في محكمة الاستئناف بعد نظره للقضية ما يلي.  في ما يتعلق ببند بالتقادم ، الأعراض المرضية المكتشفة منذ مدة زمنية ويعتقد أنه تسبب بها نظام التكييف فهذه مسألة قد تكون حقيقية ويجب أن تحددها هيئة المحلفين.  وفيما يتعلق في ادعاء الإهمال، قالت المحكمة إن المدعين قدموا شهادة من خبير يمكن استخدامها لتحديد مستوى الرعاية أو الإهمال الموجود فعليًا في مبنى المدرسة، بالتالي لا داعي للاستئناف ويجب على المحكمة الدنيا إعادة المحاكمة.  ثم أعادت محكمة الاستئناف القضية إلى محكمة الدنيا لإجراء المحاكمة . 